# Wall Street - Il denaro non dorme mai
Wall Street - Il denaro non dorme mai (Wall Street: Money Never Sleeps) è un film del 2010 diretto da Oliver Stone e interpretato da Michael Douglas e Shia LaBeouf, sequel del film Wall Street del 1987.

## Trama
Nel giugno 2001, dopo quasi otto anni di reclusione per i fatti accaduti nel primo film, Gordon Gekko viene rimesso in libertà. Nel 2008 pubblica un libro in cui tenta di avvisare il mondo finanziario dell'imminente crack che colpirà a breve la disastrata economia americana e mondiale, tuttavia l'intero mondo finanziario non gli crede ritenendolo un vecchio rudere di un sistema economico ormai superato.
Durante gli anni della detenzione del padre, Winnie Gekko, figlia di Gordon, si è fidanzata con un broker di nome Jacob "Jake" Moore. Winnie detesta il padre accusandolo di essere responsabile del suicidio del fratello Rudy, diventato tossicodipendente, e non gli parla da anni.
Jacob lavora per la prestigiosa banca d'affari Keller Zabel di Louis Zabel, occupandosi principalmente degli investimenti nel settore delle energie alternative e in particolare in una azienda che è sul punto di scoprire un nuovo procedimento di fusione dell'idrogeno che potrebbe produrre energia completamente pulita e illimitata. Un giorno Jake riceve dal capo una corposa gratifica da oltre un milione di dollari con la raccomandazione di spenderla senza pensarci troppo e non di investirla in borsa.
Molte voci di mercato dicono che Zabel non se la passa molto bene, avendo investito troppo in titoli giudicati "tossici", ovvero ad alto rischio: nonostante questo, Jake ha fiducia nel suo capo e, contro il parere dei suoi stessi amici, che credono che Zabel fallirà a breve, e dello stesso Zabel, Jacob investe il bonus in azioni della sua stessa banca, ma a breve si scopre che la banca Zabel è realmente nei guai e le azioni precipitano facendo perdere a Jake l'intero capitale e probabilmente il posto di lavoro. Jake riesce ad intercettare Zabel mentre questi vagabonda in un parco, visibilmente abbattuto: durante il loro colloquio Zabel ammette di essere in difficoltà ma avvisa Jake che farà tutto il possibile per evitare la bancarotta, e avvisa inoltre Jake che lui è solo il primo a cadere e che altri seguiranno come in un effetto domino.
In un vertice di tutte le maggiori banche del paese Zabel chiede disperatamente di essere aiutato ma Bretton James, capo della banca Churchill Schwartz, nega l'aiuto necessario, condannando Zabel al fallimento e offrendosi di ricomprare tutta la banca ad un prezzo stracciato. Zabel, nonostante lo giudichi come un miserabile barracuda, è costretto ad accettare per salvare la maggior parte dei posti di lavoro dei suoi dipendenti, segnando in questo modo la propria rovina. Il giorno successivo, non potendo accettare il fallimento, si suicida gettandosi sotto un treno della metropolitana. Il gesto scuote a tal punto Jake da convincerlo a meditare vendetta.
Nonostante tutto Jake chiede a Winnie di sposarlo e la ragazza accetta. Jake decide di incontrare Gordon per cercare di farlo riappacificare con la figlia, ottiene in cambio l'aiuto per scoprire chi c'è dietro il fallimento del suo mentore Zabel.
Grazie ai consigli di Gekko, Jake riesce a sabotare un affare della Churchill Schwartz. James, rendendosi conto delle capacità del ragazzo, gli offre il proprio perdono per l'affare saltato se questi accetterà di far parte del suo staff. Nel suo nuovo lavoro Jake riesce a convincere un gruppo di importanti investitori cinesi a contribuire con 100 milioni di dollari alla realizzazione del progetto della fusione laser da lui portato avanti in precedenza, anziché in un pannello solare falsamente innovativo come voluto da Bretton James e dal suo staff.
Gordon e Jake si accordano per organizzare un incontro tra lui e la figlia, Jake ovviamente non rivela alla fidanzata di essere in contatto col padre già da tempo e finge di averlo invitato per telefono. Il primo incontro tra Gekko e la figlia si svolge in un ristorante e si risolve in maniera drammatica: dopo un inizio incoraggiante, quando il padre la interrompe bruscamente solo per alzarsi e salutare un suo conoscente,  la ragazza ci resta malissimo e fugge via dal locale in lacrime, avvertendo Jake del fatto che il padre ha sempre pensato solo ai suoi interessi e non cambierà mai. Gordon e Jake tuttavia non demordono ed iniziano ad organizzare un nuovo incontro.
Jake programma di combinare un nuovo incontro tra Winnie e Gordon: l'occasione propizia è una raccolta di fondi organizzata da Bretton James. Jake e la sua fidanzata sono invitati e il ragazzo riesce ad ottenere un invito anche per Gordon, nonostante tra i due ci sia una vecchia rivalità risalente ai tempi dello scandalo su Gekko: fu infatti proprio Bretton James a fornire la testimonianza chiave. Durante la cena Gordon incontra anche Bud Fox, colui che lo aveva incastrato e che dopo le vicende del primo film era diventato presidente della Blue Star Airlines. Fox racconta che in questi anni ha trasformato la Blue Star da semplice linea aerea nella più grande società di brokeraggio aereo del mondo, vendendola e guadagnando un sacco di soldi con questo sistema. Durante la cena Gordon e Winnie riescono a riappacificarsi quando la ragazza viene a sapere che il padre, pur avendo perso tutto in seguito allo scandalo, non ha esitato ad indebitarsi per migliaia di dollari con degli strozzini per assicurare al figlio Rudy le migliori terapie psichiatriche e per la tossicodipendenza.
Dopo una corsa in moto James rivela a Jake che il denaro dei cinesi è stato destinato all'azienda dei pannelli solari, nonostante le promesse, per evitare di danneggiare il settore del petrolio in cui ha forti investimenti. A quel punto tra i due scoppia una lite e Jake viene licenziato.
Nel frattempo tutto il mondo finanziario crolla e tutte le banche (comprese quelle che avevano rifiutato il salvataggio di Zabel, tra cui James) chiedono al governo il denaro per sopravvivere. Gekko sostiene che in realtà dietro tutto questo vi sia un piano organizzato: infatti con il salvataggio effettuato dal governo le banche hanno potuto guadagnare per anni sui subprime scaricandone ora tutto il costo sui contribuenti (: "Questo è l'Impero del male, io,  al confronto,  ero una mezza tacca").
Quando Gordon rivela di aver aperto un fondo fiduciario alla figlia in Svizzera di oltre 100 milioni di dollari, i due pianificano un sistema per entrare in possesso della cifra per investirla nella fusione laser e per questo hanno bisogno della firma di Winnie. Jake riesce a convincere Winnie e i due vanno in Svizzera per girare tutto il denaro su un conto intestato a Gordon, che a sua volta riciclerà il denaro (frodando quindi il fisco) per investirlo nell'azienda.
Al ritorno negli USA Jake scopre che Gordon non ha mai effettuato il versamento ma è scappato con il denaro. Confessa inoltre alla fidanzata di essere d'accordo con lui da tempo per farli riappacificare. Winnie, nonostante sia incinta, decide di lasciarlo. Jake riesce comunque a convincerla a pubblicare sul suo sito web tutte le prove delle operazioni illecite di James, ottenendo l'effetto sperato di causare le dimissioni e la rovina del suo nemico.
Gordon si trasferisce a Londra: mentre tutto il mondo finanziario crolla, lui utilizza il denaro di Winnie e il suo leggendario fiuto per gli affari per decuplicare il suo capitale. Jake raggiunge Gordon e gli mostra in un video ecografico il bambino che sta crescendo nel grembo di sua figlia, ma, nonostante Gordon apprenda la notizia che sta per diventare nonno, all'inizio rifiuta di investire i 100 milioni promessi, opponendo le sue ragioni.  Si convincerà tuttavia a farlo più avanti, forse in preda a una crisi di coscienza, salvando l'azienda "verde"  dalla chiusura,  ottenendo finalmente la riconciliazione con la sua famiglia e favorendo la riunificazione di Winnie e Jake.

## Distribuzione

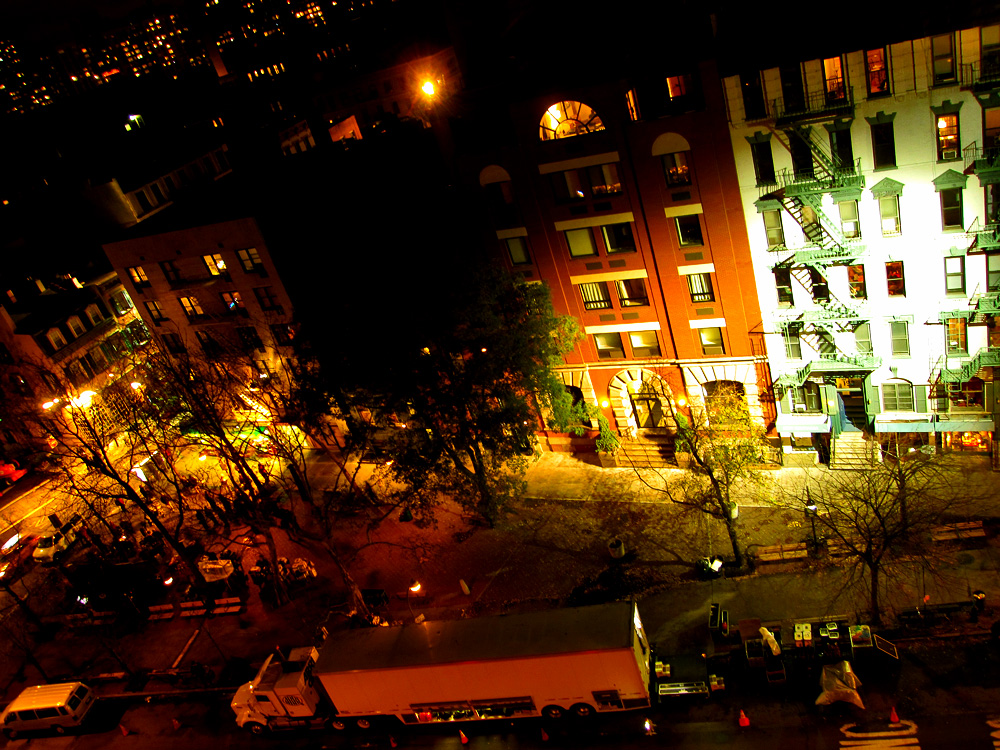
Wall Street: Il denaro non dorme mai è stato girato sulla 6th Avenue (Manhattan) di New York nel novembre 2009

Il film è uscito negli Stati Uniti il 24 settembre 2010, in Italia il 22 ottobre dello stesso anno. Quindi è stato pubblicato in DVD e Blu-ray il 21 dicembre 2010 negli Stati Uniti. Da allora ha realizzato più di 15,5 milioni di dollari di ricavi dalle vendite di DVD con più di 983.000 unità.

## Cameo
- Nel film è presente anche Eli Wallach alla sua ultima apparizione cinematografica, e non a caso la suoneria del cellulare del protagonista è il motivetto del film Il buono, il brutto, il cattivo.
- Fa anche la sua apparizione in un cameo Charlie Sheen, che nel primo film impersonava Bud Fox, sorta di antecedente-discepolo di Gekko, come Shia LaBeouf lo è in questo film. Il personaggio di Bud Fox, dopo vent'anni, racconta che dopo aver salvato l’azienda dove lavorava il padre (nel film precedente) e averla resa una delle migliori compagnie aeree degli Stati Uniti, aveva liquidato la sua quota e iniziato a godersi la vita tra partite a golf e viaggi a Saint Barth.
- Il regista del film, Oliver Stone, appare nella parte di un possibile compratore.